# Циклус Краљевића Марка
Циклус Краљевића Марка обухвата српске епске народне песме које описују живот Марка Краљевића и углавном не прате историјске чињенице. Био је митски заштитник Срба од сурових турских освајача и циљ приповедача је био да улије народу наду у неку светлију и бољу будућност. Већину песама из овог циклуса је 1845. године објавио Вук Стефановић Караџић у издању „Српске народне пјесме”. Сем њих, укупно постоји око 300 песама које по тематици и временски припадају и преткосовском и косовском и покосовском циклусу, али се ипак воде као засебан циклус.
Краљевић Марко је син краља Вукашина, владао је после очеве смрти (1371) пределима данашње Македоније, око града Прилепа, признајући турску врховну власт. Иако је био турски вазал и помагао турским освајачима у ратовима, Марко није био ропски покоран. Мрзео је турског цара, а кад је ишао у рат за њега, ишао је ради добра свог народа. Марко је погинуо 17. маја 1395. године у боју на Ровинама, борећи се на страни Турака против Угара.

## Списак песама
- Дјевојка надмудрила Марка
- Сестра Леке капетана
- Женидба Марка Краљевића
- Женидба Поповић Стојана
- Лов Марков са Турцима
- Марко Краљевић и 12 Арапа
- Марко Краљевић и Алил-ага
- Марко Краљевић и Арапин
- Марко Краљевић и Бег Костадин
- Марко Краљевић и брат му Андријаш
- Марко Краљевић и вила
- Марко Краљевић и Вуча џенерал
- Марко Краљевић и Ђемо Брђанин
- Марко Краљевић и кћи краља Арапскога
- Марко Краљевић и Љутица Богдан
- Марко Краљевић и Мина од Костура
- Марко Краљевић и Муса Кесеџија
- Марко Краљевић и орао
- Марко Краљевић и соко
- Марко Краљевић и Филип Маџарин
- Марко Краљевић у Азачкој тамници
- Марко Краљевић укида свадбарину
- Марко пије уз рамазан вино
- Марко познаје очину сабљу
- Орање Марка Краљевића
- Смрт Краљевића Марка
- Турци у Марка на слави